# Archidiecezja Halifax-Yarmouth
Archidiecezja Halifax-Yarmouth – archidiecezja Kościoła rzymskokatolickiego w Kanadzie. Została erygowana w 1817 jako wikariat apostolski Nowej Szkocji. W 1842 podniesiona do rangi diecezji- jako diecezja Halifax. W 1852 podniesiona do rangi metropolii. W 2009 zyskała obecną nazwę po przyłączeniu terytorium zlikwidowanej diecezji Yarmouth.

## Lista biskupów

### Biskupi Halifax
- Edmund Burke † (1817–1820)
- William Fraser (Frazer) † (1825–1844)
- William Walsh † (1844–1858)
- Thomas Louis Connolly, O.F.M.Cap. † (1859–1876)
- Michael Hannan † (1877–1882)
- Cornelius O'Brien † (1882–1906)
- Edward Joseph McCarthy † (1906–1931)
- Thomas O'Donnell † (1931–1936)
- John Thomas McNally † (1937–1952)
- Joseph Gerald Berry † (1953–1967)
- James Martin Hayes † (1967–1990)
- Austin-Emile Burke † (1991–1998)
- Terrence Prendergast, S.J. (1998–2007)
- Anthony Mancini (2007–2009)

### Biskupi Yarmouth
- Albert Leménager † (1953–1967)
- Austin-Emile Burke † (1968–1991)
- James Matthew Wingle (1993–2001)
  - Terrence Thomas Prendergast, S.J. (2002–2007) (administrator apostolski)
  - Claude Champagne, O.M.I. (2007–2007) (administrator apostolski)
  - Anthony Mancini (2007–2009)  (administrator apostolski)

### Biskupi Halifax-Yarmouth
- Anthony Mancini (2009–2020)
- Brian Dunn (od 2020)